# Rue de la Touraine
La rue de la Touraine (en occitan : carrièra de la Torena) est une voie de Toulouse, chef-lieu de la région Occitanie, dans le Midi de la France.

## Situation et accès

### Description
La rue de la Touraine est une voie publique. Elle traverse le quartier de Papus.
Elle naît perpendiculairement à la route de Seysses. Longue de 770 mètres, large de 12 à 20 mètres, elle est rectiligne et orientée au nord est. Elle reçoit successivement la rue de la Cerdagne, la rue du Var, la rue de l'Ardèche, la rue des Landes, la rue du Limousin, la rue de la Creuse, la rue du Cantal, la rue de l'Auvergne, le chemin de Papus et la rue de Bigorre. Elle se termine en donnant accès aux voies du périphérique intérieur (A620).
La chaussée compte une voie de circulation automobile dans chaque sens. Elle est longée sur toute sa longueur par une piste cyclable.

### Voies rencontrées
La rue de la Touraine rencontre les voies suivantes, dans l'ordre des numéros croissants (« g » indique que la rue se situe à gauche, « d » à droite) :
1. Route de Seysses
2. Rue de la Cerdagne (d)
3. Rue du Var (g)
4. Rue de l'Ardèche (d)
5. Rue des Landes (g)
6. Rue du Limousin (d)
7. Rue de la Creuse (g)
8. Rue du Cantal (g)
9. Rue de l'Auvergne (d)
10. Chemin de Papus (g)
11. Rue de Bigorre (d)
12. Avenue du Corps-Franc-Pommiès / périphérique (A620) - Échangeur no 26

### Transports
La rue de la Touraine est parcourue et desservie, entre la rue de Bigorre et la route de Seysses, par la ligne de bus 13, qui permet de rejoindre la station de métro la plus proche, la station Bagatelle, sur la ligne de métro . De plus, la route de Seysses est desservie par la ligne de Linéo L4. À proximité se trouve la gare de Gallieni-Cancéropôle, sur la ligne de chemin de fer de Toulouse à Auch.
Il existe une station de vélos en libre-service VélôToulouse, la station no 266 (38 rue de la Touraine).

## Odonymie
La rue est nommée en 1955 en référence à la province de Touraine. Plusieurs voies du quartier portent d'ailleurs des noms d'autres provinces françaises : Anjou, Auvergne, Béarn, Berry, Bigorre, Cerdagne, Champagne, Guyenne, Île-de-France, Limousin, Maine, Normandie, Poitou, Quercy, Rouergue et Roussillon.

## Histoire

### XIXe- première moitié duXXesiècle
Au XIXe siècle, il existe un chemin rural qui relie en ligne droite la route de Seysses au chemin de Fontaine-Lestang (actuelle rue Nicolas-Louis-Vauquelin). Il traverse un paysage agricole et il est bordé par un fossé qui reçoit les eaux des sources de Bellefontaine. L'étroit chemin permet de desservir plusieurs fermes (actuel no 27, emplacement de l'actuel no 29 et actuel no 35). Les cultures sont dévolues principalement aux céréales et au maraîchage. 
Durant l'entre-deux-guerres, le quartier de Lafourguette est transformé par le développement des installations industrielles de la Poudrerie nationale et de l'Office national industriel de l'azote (ONIA). Entre 1938 et 1940, une vaste cité ouvrière est construite par la Poudrerie nationale au carrefour du chemin de Fontaine-Lestang. Elle regroupe sur une parcelle de presque 80 000 m2 un ensemble de vingt-huit pavillons. Mais en 1940, la défaite française et l'armistice demandé par le maréchal Philippe Pétain poussent la Poudrerie nationale à céder les bâtiments au rectorat de Toulouse, qui cherche depuis une dizaine d'années à édifier une cité universitaire. Elle est placée sous la direction de Robert Garipuy, doyen de la faculté de médecine, et administrée par Daniel Faucher, professeur de géographie à la faculté des lettres. Les premiers étudiants sont accueillis dès la rentrée universitaire 1941 : on compte 400 étudiants logés l'année suivante. Le restaurant universitaire est en partie ravitaillé en légumes et en fruits par l'Institut agricole (actuelle École nationale supérieure agronomique de Toulouse, ENSAT), qui possède des fermes à proximité comme le domaine de Monlong (emplacement des actuels no 71 à 125 route de Seysses) et le domaine de Thibaud (emplacement de l'actuel no 3 rue Labouche), tandis qu'un potager est entretenu par les étudiants eux-mêmes. Mais en 1944, la cité universitaire est entièrement détruite par un incendie, déclenché par les troupes allemandes.

### Deuxième moitié duXXesiècle

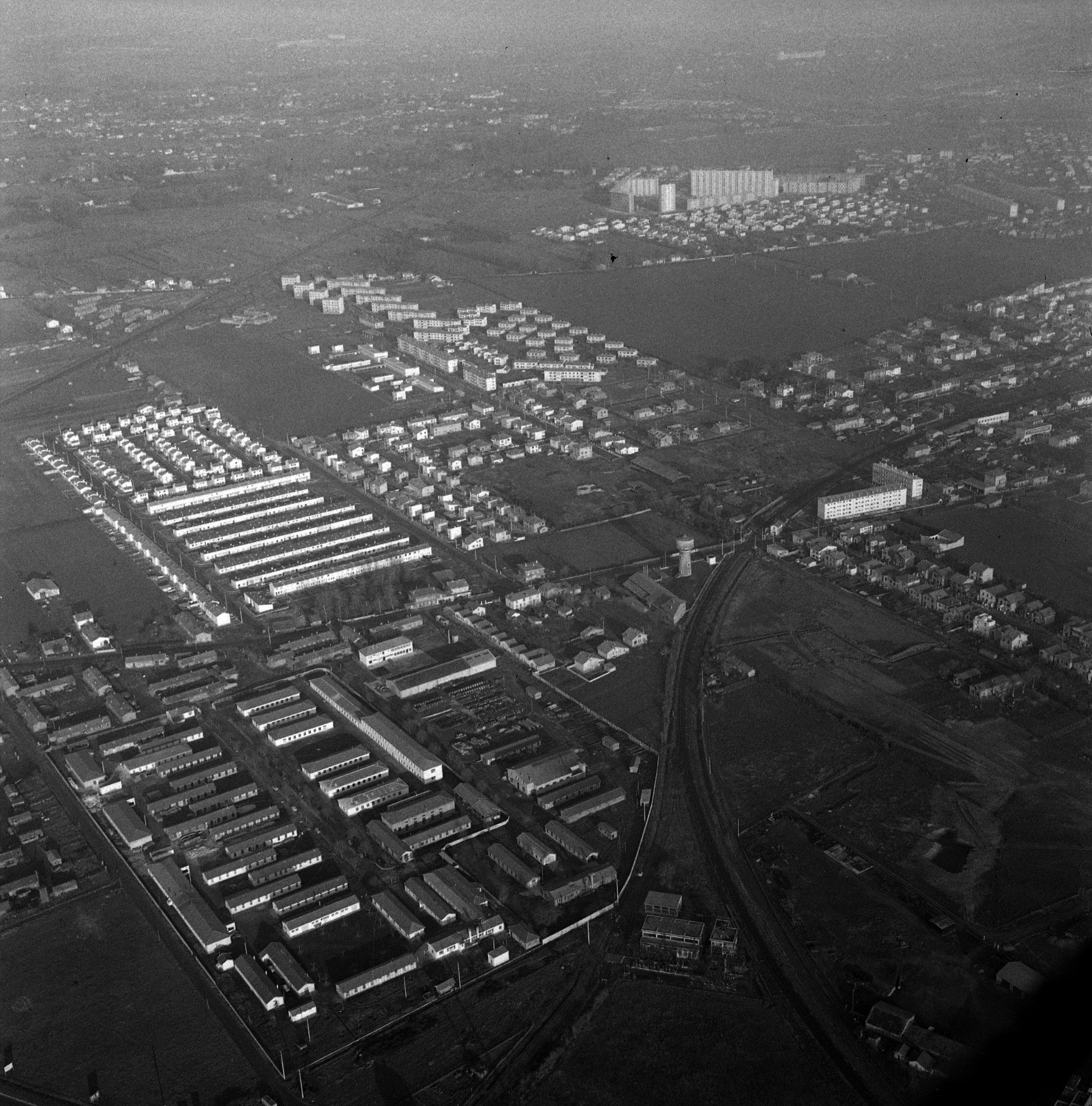
Vue aérienne de la cité de Papus en 1961 (André Cros, archives municipales).

En 1948, l'Office national industriel de l'azote (ONIA) décide la construction par la société anonyme HLM de Papus d'une cité ouvrière afin de loger ses employés. Le projet en est confié aux architectes Joachim et Pierre Génard : il s'agit d'une des premières cités toulousaines inspirées par l'urbanisme et l'architecture moderne. Le plan-masse présenté en 1949 donne à voir une vaste cité-jardin, offrant une place importante est donnée aux espaces verts, qui s'organise autour de l'allée de Guyenne et de l'allée de l'Île-de-France, et limitée au sud par la rue de Touraine. Entre 1957 et 1959, deux lotissements de maisons individuelles sont construits, l'un au nord de la rue de la Touraine (actuels no 8 à 38), autour des rues de la Champagne, du Limousin et de la Cerdagne, le second au sud (actuels no 5 à 23), entre les rues du Var, de la Vendée et le chemin de Papus.
En 1959, une nouvelle voie de desserte est aménagée dans l'ouest toulousain : l'avenue du Corps-Franc-Pommiès est une vaste avenue, qui compte plusieurs voies de circulation. Elle passe, au niveau de la rue de la Touraine, à travers la parcelle de l'ancienne cité universitaire, dont les bâtiments éventrés subsistent encore. En 1969, elle est aménagée en véritable rocade. En 1971, le côté est de la rue de la Touraine est privé d'accès à l'avenue et un rond-point de retournement est aménagé : l'accès à la rocade n'est rouvert que vers 1980. Dans le même temps, le côté ouest de la rue, d'abord rattaché à la rue Nicolas-Louis-Vauquelin, est profondément transformé par l'aménagement de la rue Jacques-Babinet. 
Au début des années 1970, les derniers vestiges de la cité universitaire sont démolis. Entre 1970 et 1973, deux ensembles de tours sont élevés sur les dernières parcelles laissées libres le long de la rue de la Touraine : au nord (actuels no 40 et 42) entre les rues de l'Auvergne et de Bigorre, au sud (actuels no 29 à 33) entre le chemin de Papus et l'avenue du Corps-Franc-Pommiès. Entre 1972 et 1975, la résidence de la Bigorre est construite par France-Résidence entre la route de Seysses et la rue de la Touraine (actuel no 6). Vers 1990, une résidence est construite près de la route de Seysses (actuel no 3).

### Début duXXIesiècle
Le 21 septembre 2001, les immeubles de la rue de la Touraine sont durement touchés par l'explosion de l'usine AZF. Durant plusieurs mois, les habitants qui n'ont pas pu quitter leur habitation souffrent de mauvaises conditions de logement.
En 2009, la rue bénéficie d'un profond réaménagement des voies de circulation automobiles, avec la création de plusieurs plateaux ralentisseurs au niveau des principales intersections et la création d'une piste cyclable sur toute sa longueur. En 2023, le foyer de Papus est reconstruit à l'emplacement d'un parking à l'angle de la rue d'Auvergne : le nouveau bâtiment regroupe une salle polyvalente et un espace Sénior, composé d'un restaurant, d'un lieu d'information et d'animation et d'une permanence pour les associations du quartier.